# Deserpidine
Deserpidine (INN) là một loại thuốc hạ huyết áp liên quan đến reserpin  xuất hiện ở tự nhiên trong Rauvolfia spp.